# Grupo Molejo - Volume 2
Grupo Molejo - Volume 2 é um álbum de estúdio do grupo de pagode Molejo, lançado em 1995 pela gravadora Continental East West e certificado com disco de platina pela ABPD com mais de 250 mil cópias vendidas.

## Faixas
| N.º | Título                 | Compositor(es)                                                       | Duração |  |
| 1.  | "Cucaracha Tupiniquim" | Éfson / Odibar                                                       | 4:14    |  |
| 2.  | "Molha Meus Lábios"    | Lourenço / Pedrinho da Flor                                          | 3:48    |  |
| 3.  | "Paparico"             | Délcio Luiz / Ronaldo Barcellos                                      | 3:40    |  |
| 4.  | "Eu Me Dei Bem"        | Franco / Lourenço                                                    | 3:36    |  |
| 5.  | "Um Minutinho"         | Beto Correia / Petter Correia                                        | 2:33    |  |
| 6.  | "Linha de Passe"       | João Bosco / Aldir Blanc / Paulo Emílio                              | 3:49    |  |
| 7.  | "A Bruxa Está Solta"   | Pedrinho da Flor                                                     | 3:05    |  |
| 8.  | "Doce Inimigo"         | Jorge Aragão                                                         | 3:53    |  |
| 9.  | "Preta Talento"        | Anderson Leonardo / Betinho Moreno / Gerson do Pandeiro / Gilmar PQD | 3:12    |  |
| 10. | "Preciso de Paz"       | William Araújo / Carlinhos Telhado / Charlles André / Luiz Cláudio   | 3:56    |  |
| 11. | "Lampejo"              | Carlito Cavalcanti / Anderson Leonardo                               | 3:50    |  |
| 12. | "Nuvem"                | Wagninho / Netinho                                                   | 2:59    |  |
| 13. | "Castelo de Amor"      | Carlito Cavalcanti / Anderson Leonardo                               | 3:54    |  |
| 14. | "O Amor Libera"        | Lourenço / Adalto Magalha                                            | 3:00    |  |

## Certificações
| Brasil (ABPD)                             | Platina | 1995 | 250.000* |
| *número de vendas baseado na certificação |         |      |          |